# Grand Hôtel des Thermes
Le Grand Hôtel des Thermes est un hôtel cinq étoiles de Saint-Malo (Ille-et-Vilaine, région Bretagne), comprenant un centre de thalassothérapie.

## Localisation
L'hôtel se situe à Saint-Malo au 100, boulevard Hébert dans le quartier de Courtoisville et fait face à la grande plage du Sillon.

## Historique
Construit en 1880 sur la commune de Paramé (qui a fusionné avec Saint-Malo en 1967), d’après le projet urbain du banquier parisien Hébert à l'époque où la commune devient une station balnéaire, le Grand Hôtel fut un lieu de villégiature des Grands ducs de Russie. Il subit la crise économique de 1929 qui voit chuter sa fréquentation. Pendant l'Occupation de Saint-Malo (1940-1944), l’armée allemande le réquisitionne. Après la guerre et jusqu’en 1963, l’hôtel reste vide jusqu’à ce que le Docteur Heger et plusieurs acteurs majeurs de l’économie malouine, redonne vie à l’établissement en y créant un centre de thalassothérapie.
En 1983, Serge Raulic, précédemment directeur de la thalassothérapie de Quiberon, rachète l'établissement qui sera progressivement modernisé (ajout d'un étage en 1987 et extension avec la construction d’un nouveau bâtiment en 1990, développement de la thalassothérapie avec la création d’un concept unique : le Parcours Aquatonic en 1987) et transformé en hôtel de luxe. En 30 ans, le Grand Hôtel des Thermes passe de 40 à 400 salariés et de 2 à 5 étoiles, qu’il obtient en décembre 2011

## Caractéristiques
- Restaurants : Le Cap Horn, La Verrière, La Terrasse
- 174 chambres et suites
- Bar La Passerelle vue mer
- Centre de thalassothérapie des Thermes Marins accessible directement depuis l’hôtel, un parcours Aquatonic© et un spa[3]